# Powiatowy lekarz weterynarii
Powiatowy lekarz weterynarii – kierownik powiatowej inspekcji weterynaryjnej wchodzącej w skład niezespolonej administracji rządowej. Podlega wojewódzkiemu lekarzowi weterynarii, stoi na czele powiatowego inspektoratu weterynarii i realizuje swoje zadania z pomocą:
- inspektorów weterynaryjnych, którymi są lekarze weterynarii, a po wejściu w życie rozporządzenia Prezesa Rady Ministrów (Dz.U. z 2009 r. nr 211, poz. 1630), również osoby z wykształceniem innym niż weterynaryjne – wymagane wykształcenie wyższe weterynaryjne bądź wyższe z zakresu spraw należących do właściwości Inspekcji Weterynaryjnej,
- kontrolerów weterynaryjnych – technicy weterynaryjni, zootechnicy, technolodzy żywności i żywienia człowieka (nie jest wymagane wykształcenie wyższe weterynaryjne),
- lekarzy wyznaczonych do wykonywania niektórych czynności urzędowych w imieniu powiatowego lekarza weterynarii, którymi są lekarze weterynarii, najczęściej prowadzący prywatną praktykę (działalność gospodarczą),
- księgowej i innej obsługi biurowej.

Lekarze będący pracownikami Inspekcji Weterynaryjnej, jak i lekarze wyznaczani są urzędowymi lekarzami weterynarii.
Powiatowy lekarz weterynarii jest organem pierwszej instancji w rozumieniu Kodeksu postępowania administracyjnego.
Odwołania od decyzji administracyjnych powiatowego lekarza weterynarii rozpatruje wojewódzki lekarz weterynarii.